# Enrique Manfredini
Enrico Manfredini (Suzzara, 20 de janeiro de 1922 - Bolonha, 16 de dezembro de 1983) foi arcebispo de Bolonha .

## Biografia
Nasceu em Suzzara, na província e diocese de Mântua, em 20 de janeiro de 1922. Em 1930, mudou-se com a família para Milão.

### Formação e ministério sacerdotal
Em 1934, ingressou nos seminários arquiepiscopais de Milão e completou seus estudos na faculdade teológica de Venegono Inferiore. Durante esse período, conheceu e tornou-se amigo de Pe. Luigi Giussani, futuro fundador da Comunhão e Libertação.
Em 26 de maio de 1945, ele foi ordenado sacerdote na catedral de Milão pelo cardeal Alfredo Ildefonso Schuster.
Após a ordenação, foi vigário da paróquia em Monza, até 1950, e depois em Lambrate.
Em 1951, formou-se em filosofia e letras pela Universidade Católica do Sagrado Coração; de 1950 a 1956, ensinou filosofia nas faculdades da arquidiocese. Em 1956, tornou-se assistente diocesano de homens da Ação Católica; em 1958, tornou-se delegado arcebispado de toda a ação católica arquidiocesana.
Em 1963, foi nomeado reitor da basílica de San Vittore em Varese pelo cardeal Giovanni Battista Montini, que, eleito papa com o nome de Paulo VI, o escolheu como pastor auditor no Concílio Vaticano II.

### Ministério episcopal
Em 4 de outubro de 1969, o Papa Paulo VI o nomeou bispo de Placência; sucede ao arcebispo Umberto Malchiodi, que renunciou no dia anterior devido a limites de idade. No dia 4 de novembro seguinte, recebeu a ordenação episcopal, no pavilhão esportivo de Varese, do cardeal Giovanni Colombo, co-consagrando os arcebispos Umberto Malchiodi e Giuseppe Schiavini. Em 8 de dezembro, ele tomou posse da diocese, na catedral de Placência. Como sinal de humildade, ele se recusa a ter seu próprio brasão episcopal.
Em 18 de março de 1983, o Papa João Paulo II o nomeou arcebispo metropolitano de Bolonha; sucede ao cardeal Antonio Poma, que renunciou por motivos de saúde. Em 30 de abril, ele tomou posse da arquidiocese, enquanto em 29 de junho recebeu o pálio, na Basílica de São Pedro, no Vaticano, do papa . Em 9 de julho, ele foi eleito presidente da conferência episcopal de Emília-Romanha.
Foi bispo delegado da família, de 1970 a 1977 e de 1982 a 1983, e delegado por problemas de caridade e bem-estar, de 1977 a 1982, na conferência episcopal de Emilia-Romagna. Ele também foi secretário, de 1973 a 1975, e depois presidente, de 1982 a 1983, da comissão episcopal para a família; de 1975 a 1978, ele foi presidente do comitê episcopal da Universidade Católica.
Na noite entre 15 e 16 de dezembro de 1983, ele morreu repentinamente em Bolonha devido a um ataque cardíaco, sem ter conseguido receber o boné do cardeal que tradicionalmente acompanha aquele escritório arquiepiscopal. Ele está enterrado na catedral de San Pietro.